# Các pháo đài do Vauban thiết kế tại Pháp
Các pháo đài do Vauban thiết kế tại Pháp (tiếng Pháp: Réseau des Sites Majeurs de Vauban) là các công trình phòng thủ do Vauban thiết kế tại Pháp vào nửa cuối thế kỷ 17. Hệ thống này gồm 13 pháo đài chính nằm ở mọi miền của lãnh thổ nước Pháp và trên nhiều địa hình khác nhau, từ đồng bằng, bờ biển đến vùng núi. Đây là các công trình tiêu biểu nhất của Sébastien Le Prestre de Vauban, kỹ sư quân sự của vua Louis XIV. Những đột phá về mặt thiết kế công trình phòng thủ của Vauban đã đóng một vai trò quan trọng trong việc hiện đại hóa các pháo đài ở châu Âu và sau đó là châu Mỹ, Đông Á.
Hệ thống pháo đài này được UNESCO công nhận là Di sản thế giới vào tháng 7 năm 2008.

## Danh sách pháo đài

Vị trí các pháo đài trên nước Pháp

| Tên pháo đài               | Tỉnh                | Xây dựng |
| -------------------------- | ------------------- | -------- |
| Saint-Vaast-La-Hougue      | Manche              |          |
| Camaret-sur-Mer            | Finistère           | 1694     |
| Belle-Île                  | Morbihan            | 1689     |
| Saint-Martin-de-Ré         | Charente-Maritime   | 1681     |
| Blaye và Cussac-Fort-Médoc | Gironde             | 1685     |
| Villefranche-de-Conflent   | Pyrénées-Orientales | 1681     |
| Mont-Louis                 | Pyrénées-Orientales | 1679     |
| Mont-Dauphin               | Hautes-Alpes        | 1693     |
| Briançon                   | Hautes-Alpes        | 1713     |
| Bazoches                   | Nièvre              | 1681     |
| Besançon                   | Franche-Comté       | 1693     |
| Neuf-Brisach               | Haut-Rhin           | 1697     |
| Longwy                     | Meurthe-et-Moselle  | 1678     |
| Arras                      | Pas-de-Calais       |          |

## Hình ảnh

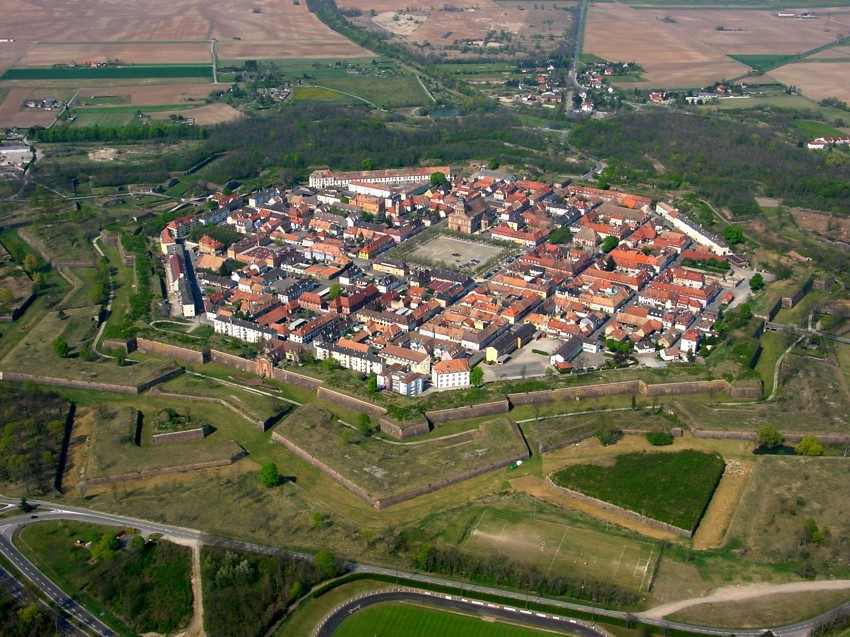
Neuf-Brisach
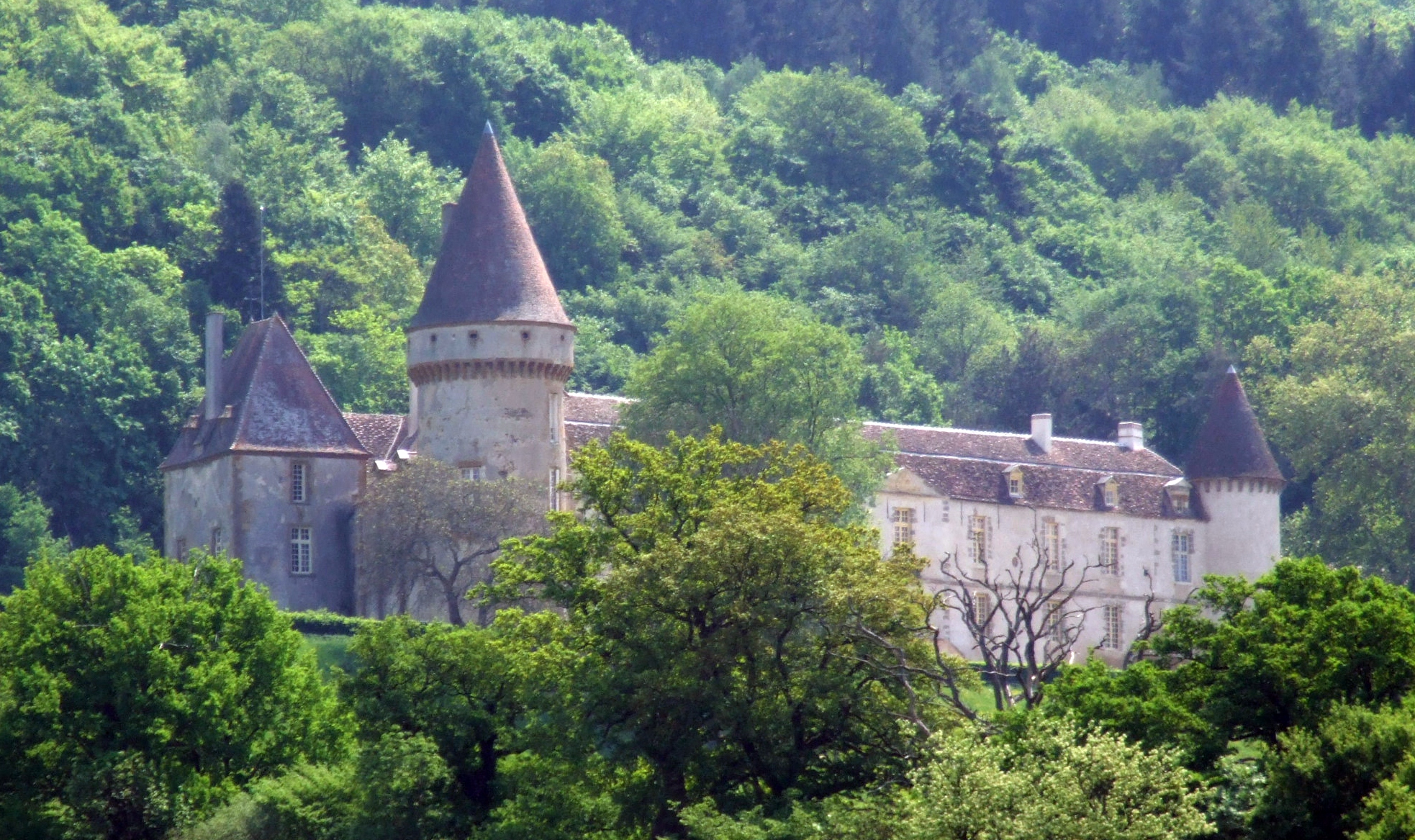
Bazoches
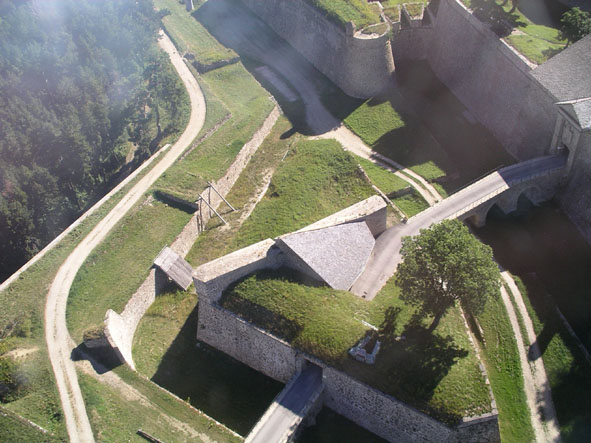
Mont-Louis
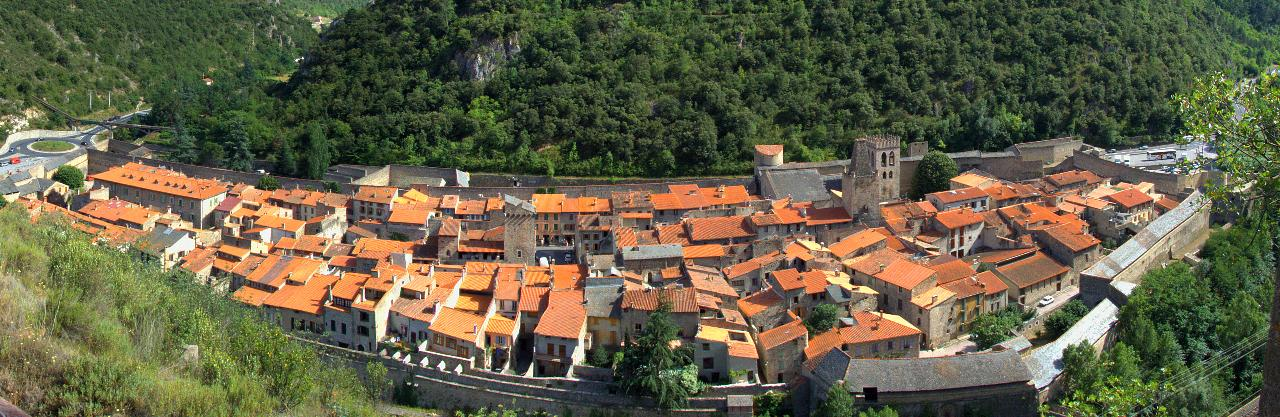
Villefranche-de-Conflent
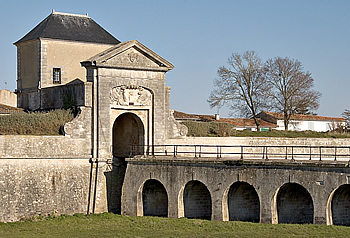
Saint-Martin-de-Ré
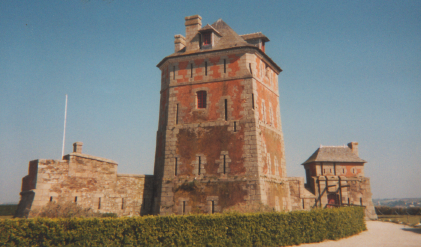
Camaret-sur-Mer
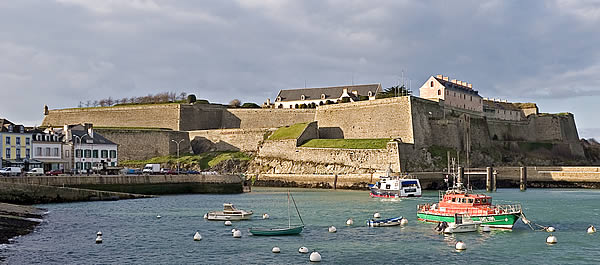
Belle-Île
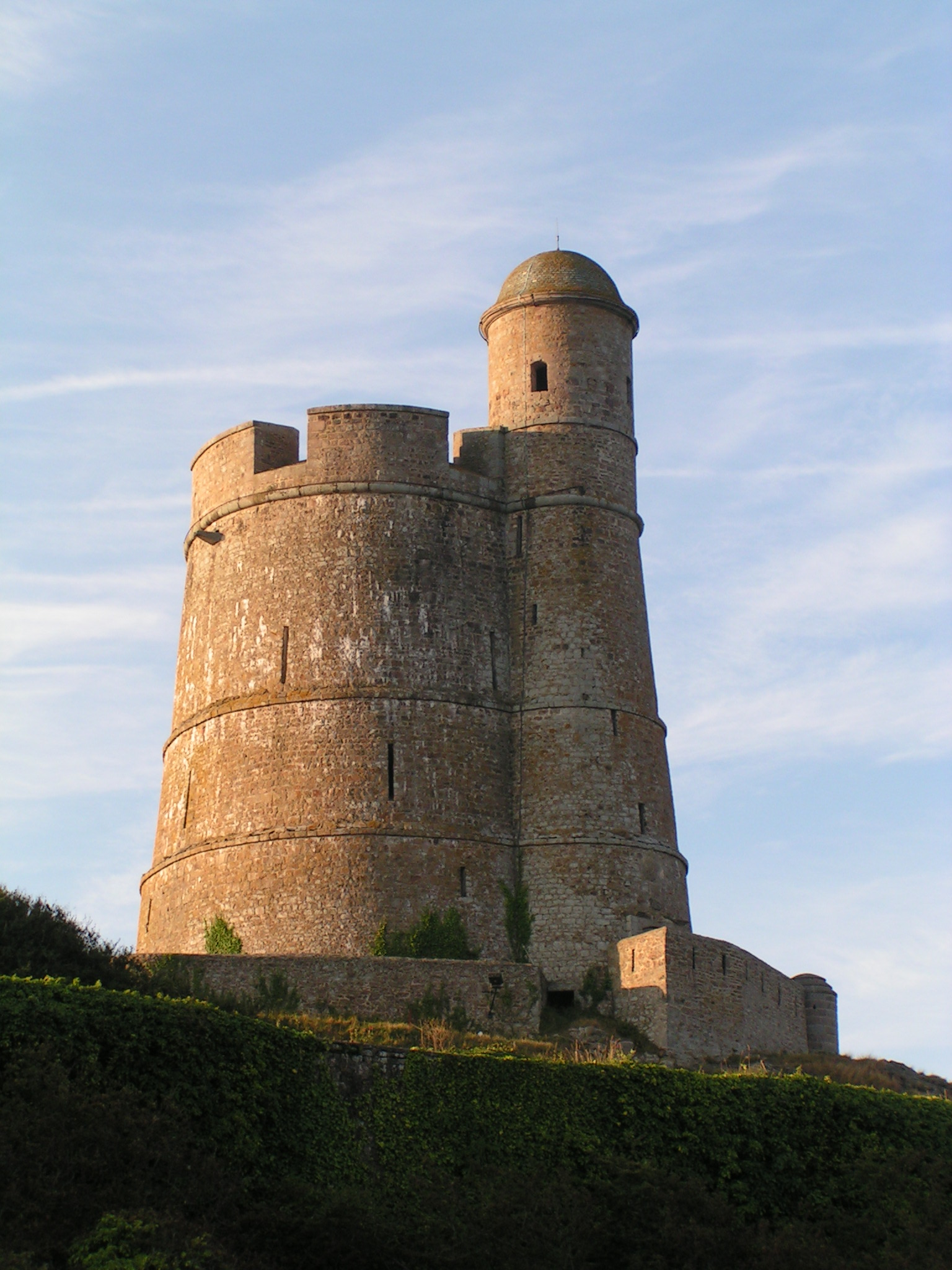
Saint-Vaast-La-Hougue